# ASG Vorwärts Havelberg
Die ASG Vorwärts Havelberg war eine deutsche Armeesportgemeinschaft aus Havelberg im heutigen Landkreis Stendal, deren Fußballabteilung bis 1989 existierte.

## Sektion Fußball
Vorwärts Havelberg trat mit dem Aufstieg in die Bezirksliga Magdeburg erstmals 1980 im höherklassigen Fußball des Bezirkes Magdeburg in Erscheinung. Die ASG, welche Anfang der 1980er Jahre durch Spieler aus der DDR-Liga verstärkt wurde, fuhr bereits in ihrer Auftaktsaison hinter Einheit Wernigerode die Vizemeisterschaft ein. Im gleichen Jahr gewann Vorwärts Havelberg nach einem 1:0 Endspielsieg über Empor Tangermünde auch den Magdeburger Bezirkspokal. In der damit verbundenen Qualifikation zur ersten Hauptrunde des FDGB-Pokals unterlag Havelberg der ASG Vorwärts Dessau mit 1:2.
In der Spielzeit 1981/82 gewann Vorwärts Havelberg auch die Meisterschaft des Bezirkes Magdeburg. Die übergeordnete Armeesportvereinigung Vorwärts zog die Mannschaft aus finanziellen Gründen vom Aufstieg in die DDR-Liga zurück, so dass die zweitplatzierte BSG Motor Schönebeck als Aufsteiger nachrückte. Der drastische Sparkurs wurde in der Folgezeit auch in der Bezirksliga deutlich sichtbar. Bereits 1984 stieg die ASG als abgeschlagener Tabellenletzter wieder in den Bezirksklassenbereich ab und beendete seine kurze aber durchaus erfolgreiche drittklassige Ära.
Vorwärts Havelberg wurde 1989 aufgelöst und vom Spielbetrieb zurückgezogen.

## Statistik
- Teilnahme FDGB-Pokal: 1980/81

## Personen
- Peter Kohde